# Abou Rami
Pour les articles homonymes, voir Rami (homonymie).
Abou Rami ( ? - 3 octobre 2008), de son vrai nom Maher Ahmad al-Zoubaïdi, est un islamiste irakien. Il était l'un des militants les plus actifs de la nébuleuse terroriste d'Al-Qaida en Irak.

## Biographie
Ancien militant du groupe fondamentaliste Ansar al-Sunna, il intègre Al-Qaïda en Irak en 2004, alors dirigée par le jordanien Abou Moussab al-Zarqaoui.
Responsable de plusieurs attentats, meurtres et kidnappings à Bagdad, Rami était l'auteur de plusieurs exécutions filmées selon l'armée américaine.  
En juin 2006, il aurait lui-même assassiné par balles un diplomate russe enlevé. 
Entre 2006 et 2007, dans un climat de violence sans précédent, il vise tout particulièrement les quartiers chiites de la capitale, dont celui de Sadr City. Le 23 novembre 2006, il y planifie un attentat à la voiture piégée qui cause la mort de plus de 200 personnes. 
En 2007, Abou Rami devient l'"émir" de la nébuleuse terroriste à Bagdad.
Le 3 octobre 2008, Abou Rami est abattu par l'armée américaine à Bagdad avec son épouse. La veille de sa mort, il avait supervisé plusieurs attentats-suicides au sein de la capitale.